# Contre-la-montre féminin des juniors aux championnats du monde de cyclisme sur route 2021
Le contre-la-montre féminin des juniors (moins de 19 ans) aux championnats du monde de cyclisme sur route 2021 a lieu le 21 septembre 2021 sur 19,3 kilomètres entre Knokke-Heist et Bruges, en Belgique.

## Participants
| Équipes nationales (32)- Belgique juniors - Bulgarie juniors - Canada juniors - Colombie juniors - Chypre juniors - Danemark juniors - Salvador juniors - Estonie juniors - Finlande juniors - France juniors - Pays-Bas juniors - Italie juniors - Kazakhstan juniors - Lettonie juniors - Lituanie juniors - Luxembourg juniors - Norvège juniors - Autriche juniors - Pologne juniors - Russie juniors - Suisse juniors - Slovénie juniors - Slovaquie juniors - Espagne juniors - Grande-Bretagne juniors - Suède juniors - Afrique du Sud juniors - Tchéquie juniors - Allemagne juniors - Ukraine juniors - États-Unis juniors - Ouzbekistan juniors |
| |

## Classement
| \| Classement général \| Classement général \| Classement général \| Classement général \| Classement général \| \| Coureur \| Coureur \| Pays \| Équipe \| Temps \| \| ------------------ \| ------------------- \| ------------------ \| ----------------------- \| ------------------ \| \| 1re \| Alena Ivanchenko \| Russie \| Russie juniors \| 25 min 05 s \| \| 2e \| Zoe Bäckstedt \| Royaume-Uni \| Grande-Bretagne juniors \| + 10 s \| \| 3e \| Antonia Niedermaier \| Allemagne \| Allemagne juniors \| + 25 s \| \| 4e \| Anna van der Meiden \| Pays-Bas \| Pays-Bas juniors \| + 1 min 25 s \| \| 5e \| Maddie Leech \| Royaume-Uni \| Grande-Bretagne juniors \| + 1 min 26 s \| \| 6e \| Elise Uijen \| Pays-Bas \| Pays-Bas juniors \| + 1 min 29 s \| \| 7e \| Églantine Rayer \| France \| France juniors \| + 1 min 51 s \| \| 8e \| Olivia Cummins \| États-Unis \| États-Unis juniors \| + 2 min 15 s \| \| 9e \| Febe Jooris \| Belgique \| Belgique juniors \| + 2 min 18 s \| \| 10e \| Anniina Ahtosalo \| Finlande \| Finlande juniors \| + 2 min 20 s \| |                     |             |                         |              |
| |                     |             |                         |              |
| Source : ProCyclingStats |                     |             |                         |              |
| Classement général |                     |             |                         |              |
| Coureur | Coureur             | Pays        | Équipe                  | Temps        |
| 1re | Alena Ivanchenko    | Russie      | Russie juniors          | 25 min 05 s  |
| 2e | Zoe Bäckstedt       | Royaume-Uni | Grande-Bretagne juniors | + 10 s       |
| 3e | Antonia Niedermaier | Allemagne   | Allemagne juniors       | + 25 s       |
| 4e | Anna van der Meiden | Pays-Bas    | Pays-Bas juniors        | + 1 min 25 s |
| 5e | Maddie Leech        | Royaume-Uni | Grande-Bretagne juniors | + 1 min 26 s |
| 6e | Elise Uijen         | Pays-Bas    | Pays-Bas juniors        | + 1 min 29 s |
| 7e | Églantine Rayer     | France      | France juniors          | + 1 min 51 s |
| 8e | Olivia Cummins      | États-Unis  | États-Unis juniors      | + 2 min 15 s |
| 9e | Febe Jooris         | Belgique    | Belgique juniors        | + 2 min 18 s |
| 10e | Anniina Ahtosalo    | Finlande    | Finlande juniors        | + 2 min 20 s |